# Fixírka

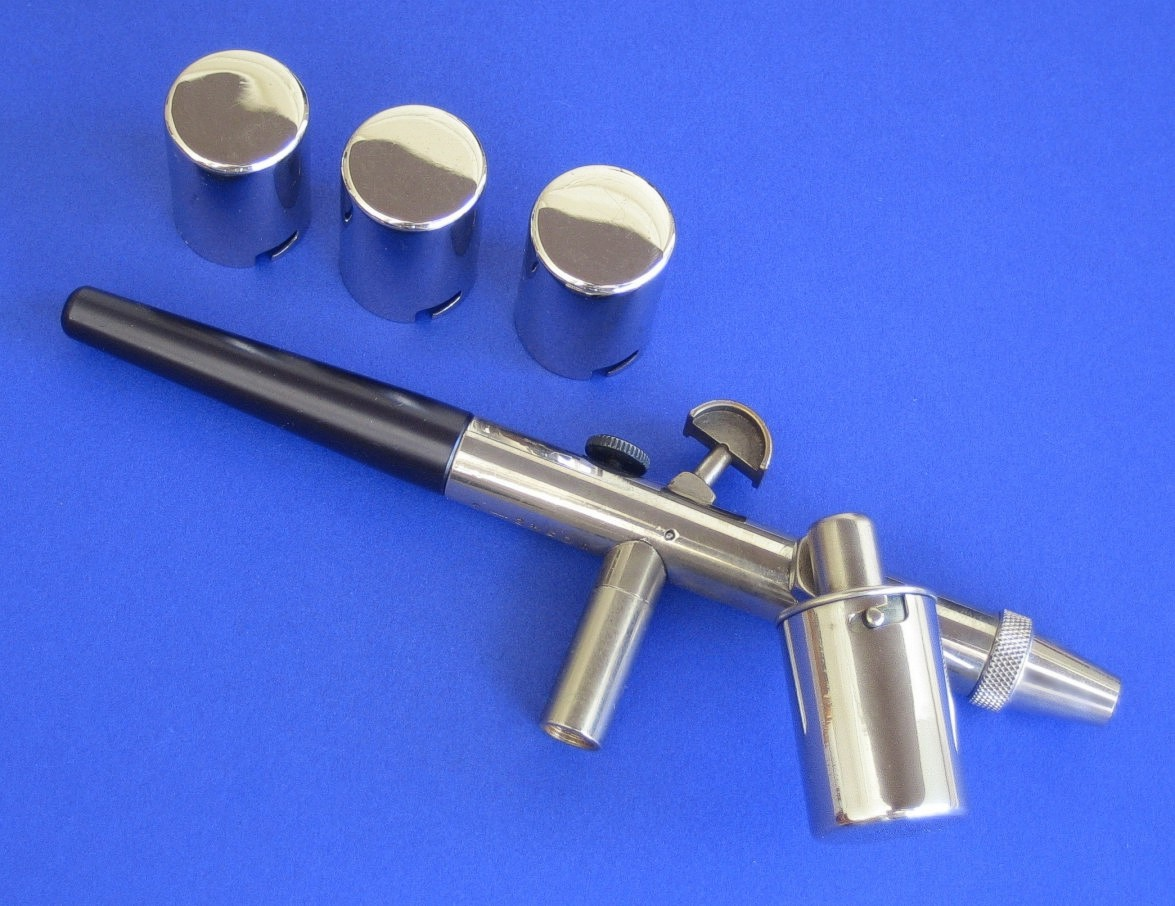
fixírka

Fixírka je ruční nástroj na nanášení kapaliny stříkáním (barvy, nátěru, atd.) na povrch předmětu. Na principu foukání vzduchu do vodorovné trubice a podtlakem vysávání kapaliny trubicí, která je v pravém úhlu ponořená, z nádobky a rozstřikování druhým koncem trubice. Funguje na principu podtlaku.